# Pablo Thiam
Pablo Demba Thiam (* 3. Januar 1974 in Conakry) ist ein ehemaliger guineisch-deutscher Fußballspieler und heutiger -funktionär.

## Sportliche Laufbahn

### Vereinskarriere
Pablo Thiam wuchs seit seinem fünften Lebensjahr als Sohn des früheren guineischen Nationalspielers und damaligen Diplomaten Ousmane Tolo Thiam in der damaligen Bundeshauptstadt Bonn auf. Beim MSV Bonn begann er mit dem Fußballspielen. Als 15-Jähriger wechselte er in die Jugendabteilung des 1. FC Köln. Mit der B-Jugend des 1. FC Köln wurde er 1990 Deutscher Meister. Mit der A-Jugend erreichte er 1991 das Finale des DFB-Jugend-Kicker-Pokals und 1992 das Finale um die deutsche Meisterschaft. Im selben Jahr erlangt er auch die Hochschulreife am Belgischen Gymnasium in Rösrath.
Am 5. November 1994 (12. Spieltag) gab er bei der 1:3-Heimniederlage gegen Borussia Mönchengladbach sein Debüt in Deutschlands höchster Spielklasse. Bis kurz vor dem Spiel wusste er noch nicht Bescheid, dass er auflaufen soll. Neun Einsätze später, am 1. April 1995 (24. Spieltag), erzielte er mit dem 1:0-Führungstreffer beim 3:1-Heimsieg über seinen späteren Arbeitgeber, den FC Bayern München, sein erstes Bundesligator.
1998 wechselte er zum VfB Stuttgart. 2001 kam er zum FC Bayern München, vermochte sich jedoch hier nicht durchzusetzen.
Im Januar 2003 wechselte er zum VfL Wolfsburg. Dort wurde Thiam Stammspieler, Führungsperson und Kapitän der Grün-Weißen. Als Klaus Augenthaler 2005 Trainer in Wolfsburg wurde, rückte er mehr und mehr ins zweite Glied und war oft Reservespieler. Zwischen 2006 und 2008 absolvierte er deshalb nur 16 Ligaspiele und wurde auch in der Amateurmannschaft des Klubs eingesetzt. Zum Ende der Saison 2007/08 beendete Thiam nach 311 Bundesligaspielen und 23 Toren seine aktive Karriere. Mit dieser Anzahl an Bundesligaspielen rangierte er auch im September 2012 noch an neunter Stelle der Rangliste ausländischer Spieler mit den meisten Bundesligaeinsätzen. Des Weiteren absolvierte Thiam 17 DFB-Pokal-Spiele (4 für Köln, 5 für Stuttgart, 3 für München, 5 für Wolfsburg) und 8 internationale Pokaleinsätze (7 für Köln, 1 für Wolfsburg im UI-Cup).

### Auswahleinsätze

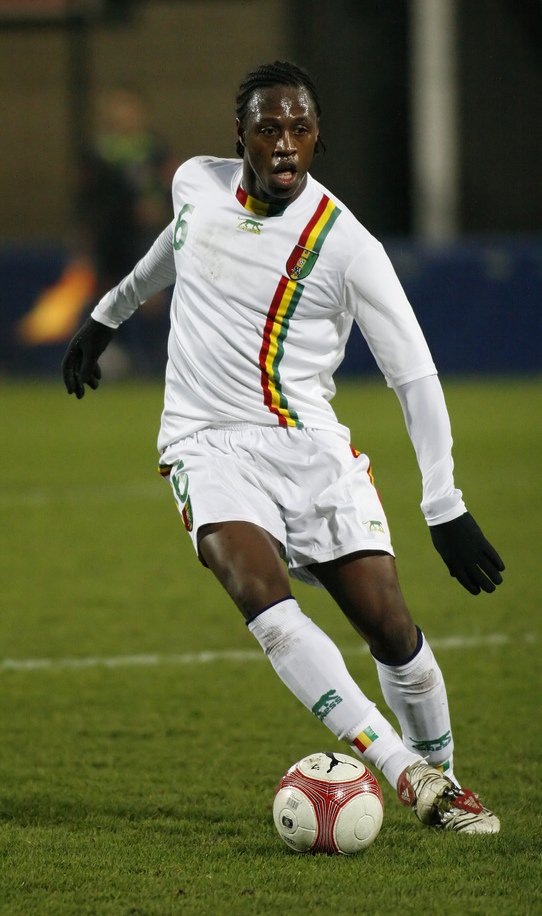
Thiam als Nationalspieler, 2007

Für die Nationalmannschaft von Guinea spielte Thiam in 25 offiziellen A-Länderspielen und erzielte dabei zwei Tore. Er nahm an den Afrikameisterschaften 1994, 1998 und 2006 teil. In den ersten beiden Turnieren schied er mit der Mannschaft als Drittplatzierter bereits in der jeweiligen Vorrunden aus. 2006, als Gruppenerster, unterlag man erst im Viertelfinale dem Senegal mit 2:3.

### Erfolge
- Weltpokal-Sieger: 2001
- Deutsche Meisterschaft: 2003
- Finalist der A-Junioren-Meisterschaft 1992
- Finalist im DFB-Jugend-Kicker-Pokal der A-Junioren 1991
- Deutscher B-Junioren-Meister 1990

## Karriere im Management
Unter dem damaligen Trainer und Sportdirektor Felix Magath erhielt Thiam einen bis 2010 datierten Vertrag als Management-Assistent beim VfL Wolfsburg. Später war er sportlicher Leiter der U-23-Regionalliga-Mannschaft des VfL. Von Juli 2021 bis Juni 2023 war Thiam sportlicher Leiter der Fußball-Akademie von Hertha BSC. Im Juni 2025 wurde er Direktor des Nachwuchsleistungszentrums des VfL Bochum.

## Trivia
Thiam engagiert sich im Netzwerk Arche. Zusätzlich engagiert sich Thiam seit 2013 bei Show Racism the Red Card – Deutschland e. V. und beteiligte sich an der Kampagne „Unsere Elf gegen Rassismus“. Seit 2011 ist er in zweiter Ehe mit der ehemaligen Basketballnationalspielerin Christina Hahn verheiratet. Zuvor war er bis 2008 mit der Journalistin Dagmar Thiam verheiratet, mit der er zwei Kinder hat.